# Philonthus laminatus
Philonthus laminatus (лат.) — вид коротконадкрылых жуков рода Philonthus из семейства стафилиниды (Staphilinidae).

## Описание
Коротконадкрылые жуки (9—12,5 мм). Взрослые особи отличаются отсутствием дорсального ряда пунктур на переднеспинке в сочетании с яркой металлической окраской, такое сочетание признаков встречается только у P. intermedius. Голова, переднеспинка и надкрылья чёрные с ярко-зелёным или голубовато-зелёным металлическим отблеском, брюшко блестяще-чёрное. Голова почти четырёхугольная, максимум слабо поперечная (1,2:1), с округлыми задними углами и слабо выпуклыми глазами, длина которых примерно равна вискам (сверху), поверхность плавно выпуклая, с несколькими сетчатыми точками внутри глаз и многочисленными точками за глазами и вдоль основания, передний край просто изогнут вперед между усиковыми вставками. Мандибулы асимметричные; правая мандибула с одним сильным срединным зубцом, левая с двумя меньшими зубцами, передний немного крупнее. Щупики тёмно-коричневые с тонким и удлинённым конечным сегментом полностью красным или затемнённым апикально. Антенны тонкие, три базальных сегмента намного длиннее остальных, 4—7 слабо удлинённые, 8 и 9 четырёхугольные, 10 слабо поперечный. Пронотум четырёхугольный или почти такой, наиболее широкий перед округлыми задними углами и сужен к изогнутому переднему краю, поверхность гладкая и лишена дорсальной серии пунктур; лишь с несколькими крупными точками у боковых краев и обычно одной внутри переднего угла. Надкрылья четырёхугольные или слабо поперечные со скошенными плечами и слабо расширенными до округлых задних углов, поверхность мелко и густо пунктирована и с бледным перекрывающим опушением. Тергиты брюшка редко пунктированы и опушены по всей поверхности. Ноги длинные и тонкие, базальный сегмент средних и задних лапок длиннее остальных, базальный сегмент передних лапок поперечный.

## Распространение
Европа, Россия, Грузия, Турция, Иран. Локально распространён от низменностей до низкогорья на большей части Европы от Средиземноморья на север до Великобритании и северных провинций Швеции и от Испании на восток до Малой Азии, Украины и России вплоть до Туркестана, он имеет тенденцию быть более спорадичным и локальным в северных регионах, но в целом распространен по всей Англии и Уэльсу и встречается реже на север до Оркни и Внешних Гебридских островов, он спорадичен и в целом скуден в Северной Ирландии, но отсутствует на юге.

## Экология
Взрослые особи присутствуют круглый год и активны в течение длительного сезона с ранней весны, они встречаются среди всех видов разлагающихся органических веществ в широком диапазоне влажных мест обитания от открытых лугов до лесов, они часто связаны с полуестественными и нарушенными местами обитания и могут быть в изобилии среди посевов на сельскохозяйственных угодьях, часто в компании с другими стафилинами и жужелицами. И взрослые особи, и личинки являются хищниками и обитают в таких местах, как компост и навоз, которые богаты личинками мух и другой добычей. В других случаях взрослых особей можно найти во мху, подстилке, и они часто вылетают из высокой травы и травянистой растительности в теплые летние дни, когда они рассеиваются в полёте. Взрослых особей бывает трудно обнаружить, так как они очень быстро передвигаются и, кажется, исчезают, когда они попадают в почву, они также очень быстро взлетают и являются сильными летунами.